# Гран-при Мадрида по теннису
Гран-при Мадрида по теннису (исп. El Torneo de Madrid, в 1988 и 1989 годах Открытый чемпионат Мадрида по теннису, Madrid Open) — международный мужской профессиональный теннисный турнир. Проводился с 1972 по 1994 год на грунтовых кортах клуба Villa de Madrid (Испания), в основном в осенние месяцы.

## История
Турнир впервые прошёл в апреле 1972 года, а со следующего года проводился в сентябре-октябре. Гран-при Мадрида, на протяжении большей части истории входивший в календарь профессионального тура Гран-при, в последние пять лет относился к базовой категории турниров АТР-тура — ATP World. 
В последний год проведения размер призового фонда достиг 775 тысяч долларов при основной турнирной сетке, рассчитанной на 32 участника в одиночном разряде и 16 пар. Испанский медиа-концерн Grupo Zeta, проводивший турнир, нёс на нём убытки и в 1994 году права на его проведение были проданы в другой испанский город — Марбелью. Проходящий с 2002 года в Мадриде турнир серии АТР Мастерс, перенесённый в испанскую столицу из Штутгарта, не является преемником Гран-при Мадрида.

## Победители и финалисты
Абсолютным рекордсменом турнира по числу завоёванных титулов является румынский теннисист Илие Настасе, дважды выигрывавший его в одиночном и трижды в парном разряде. По три титула — одному в одиночном и два в парном разряде — завоевали чех Ян Кодеш и эквадорец Андрес Гомес. Среди участников, многократно игравших в финалах, но редко оканчивавших турнир победителями, ещё один чех Томаш Шмид (шесть финалов — два в одиночном и четыре в парном разряде — и только один титул) и хозяин корта Мануэль Орантес (два финала в одиночном и три в парном разряде, один титул).
Помимо Орантеса, в Гран-при Мадрида побеждали ещё четыре испанских теннисиста в одиночном разряде и семь — в парном, причём пара Томас Карбонель-Карлос Коста добилась этого успеха дважды с разницей в четыре года. Испанцы семь раз проигрывали одиночный финал (в том числе дважды — в 1987 и 1992 годах — финал был чисто испанским), а среди проигравших финалистов в парах было в общей сложности 13 разных испанских игроков. В 1987 и 1989 годах трое из финалистов в парном разряде были испанцами, а в 1990 году по одному представителю страны-организатора было в выигравшей и проигравшей парах. Помимо испанцев в одиночном разряде успешно выступали также шведы (четыре чемпиона, в том числе Бьорн Борг и Стефан Эдберг) и аргентинцы (три чемпиона). Представителей СССР и бывших советских республик среди чемпионов и финалистов Гран-при Мадрида не было.

### Одиночный разряд
| Год  | Победитель       | Финалист          | Счёт в финале           |
| ---- | ---------------- | ----------------- | ----------------------- |
| 1972 | Илие Настасе     | Франтишек Пала    | 6-0, 6-0, 6-1           |
| 1973 | Том Оккер        | Адриано Панатта   | 4-6, 6-3, 6-3, 7-5      |
| 1974 | Илие Настасе (2) | Бьорн Борг        | 6-4, 5-7, 6-2, 4-6, 6-4 |
| 1975 | Ян Кодеш         | Адриано Панатта   | 6-2, 3-6, 7-6, 6-2      |
| 1976 | Мануэль Орантес  | Эдди Диббс        | 7-6, 6-2, 6-1           |
| 1977 | Бьорн Борг       | Хайме Фильоль     | 6-3, 6-0, 6-7, 7-6      |
| 1978 | Хосе Игерас      | Томаш Шмид        | 6-7, 6-3, 6-3, 6-4      |
| 1979 | Янник Ноа        | Мануэль Орантес   | 6-3, 6-7, 6-3, 6-2      |
| 1980 | Хосе Луис Клерк  | Гильермо Вилас    | 6-3, 1-6, 1-6, 6-4, 6-2 |
| 1981 | Иван Лендл       | Пабло Аррайя      | 6-3, 6-2, 6-2           |
| 1982 | Гильермо Вилас   | Иван Лендл        | 6-7, 4-6, 6-0, 6-3, 6-3 |
| 1983 | Янник Ноа (2)    | Хенрик Сундстрём  | 3-6, 6-0, 6-2, 6-4      |
| 1984 | Джон Макинрой    | Томаш Шмид        | 6-0, 6-4                |
| 1985 | Андреас Маурер   | Лосон Данкан      | 7-5, 6-2                |
| 1986 | Йоаким Нюстрём   | Кент Карлссон     | 6-1, 6-1                |
| 1987 | Эмилио Санчес    | Хавьер Санчес     | 6-3, 3-6, 6-2           |
| 1988 | Кент Карлссон    | Фернандо Луна     | 6-2, 6-1                |
| 1989 | Мартин Хайте     | Хорди Арресе      | 6-3, 6-2                |
| 1990 | Андрес Гомес     | Марк Россе        | 6-3, 7-6                |
| 1991 | Хорди Арресе     | Марсело Филиппини | 6-2, 6-4                |
| 1992 | Серхи Бругера    | Карлос Коста      | 7-66, 6-2, 6-2          |
| 1993 | Стефан Эдберг    | Серхи Бругера     | 6-3, 6-3, 6-2           |
| 1994 | Томас Мустер     | Серхи Бругера     | 6-2, 3-6, 6-4, 7-5      |

### Парный разряд
| Год  | Победитель                              | Финалист                          | Счёт               |
| ---- | --------------------------------------- | --------------------------------- | ------------------ |
| 1972 | Илие Настасе Стэн Смит                  | Мануэль Орантес Андрес Химено     | 6-3, 6-4, 6-4      |
| 1973 | Илие Настасе (2) Том Оккер              | Боб Кармайкл Фрю Макмиллан        | 6-3, 6-0           |
| 1974 | Патрис Домингез Антонио Муньос          | Брайан Готтфрид Рауль Рамирес     | 6-1, 6-3           |
| 1975 | Ян Кодеш Илие Настасе (3)               | Мануэль Орантес Хуан Хисберт      | 7-6, 4-6, 9-7      |
| 1976 | Рауль Рамирес Войтек Фибак              | Фрю Макмиллан Боб Хьюитт          | 4-6, 7-5, 6-3      |
| 1977 | Фрю Макмиллан Боб Хьюитт                | Антонио Муньос Мануэль Орантес    | 6-7, 7-6, 6-3, 6-1 |
| 1978 | Ян Кодеш (2) Войтек Фибак (2)           | Павел Сложил Томаш Шмид           | 6-7, 6-1, 6-2      |
| 1979 | Карлус Кирмайр Кассиу Мотта             | Робин Драйсдейл Джон Фивер        | 7-6, 6-4           |
| 1980 | Ганс Гильдемайстер Андрес Гомес         | Ян Кодеш Балаж Тароци             | 3-6, 6-3, 10-8     |
| 1981 | Ганс Гильдемайстер (2) Андрес Гомес (2) | Маркус Гюнтхардт Томаш Шмид       | 6-2, 3-6, 6-3      |
| 1982 | Павел Сложил Томаш Шмид                 | Хайнц Гюнтхардт Балаж Тароци      | 6-1, 3-6, 9-7      |
| 1983 | Хайнц Гюнтхардт Павел Сложил (2)        | Маркус Гюнтхардт Золтан Кухарски  | 6-3, 6-3           |
| 1984 | Джон Макинрой Питер Флеминг             | Фриц Бюнинг Ферди Тайган          | 6-3, 6-3           |
| 1985 | Живалду Барбоза Иван Клей               | Хорхе Бардоу Альберто Тоус        | 7-6, 6-4           |
| 1986 | Йоаким Нюстрём Андерс Яррид             | Давид де Мигель Хесус Колас       | 6-2, 6-2           |
| 1987 | Карлос ди Лаура Хавьер Санчес           | Серхио Касаль Эмилио Санчес       | 6-3, 3-6, 7-6      |
| 1988 | Серхио Касаль Эмилио Санчес             | Тодд Вудбридж Джейсон Столтенберг | 6-7, 7-6, 6-3      |
| 1989 | Томас Карбонель Карлос Коста            | Франсиско Клавет Томаш Шмид       | 7-5, 6-3           |
| 1990 | Хуан Карлос Багена Омар Кампорезе       | Андрес Гомес Хавьер Санчес        | 6-4, 3-6, 6-3      |
| 1991 | Густаво Луса Кассиу Мотта (2)           | Луис Маттар Жайми Онсинс          | 6-0, 7-5           |
| 1992 | Патрик Гэлбрайт Патрик Макинрой         | Франсиско Клавет Карлос Коста     | 6-3, 6-2           |
| 1993 | Томас Карбонель (2) Карлос Коста (2)    | Люк Дженсен Скотт Мелвилл         | 7-6, 6-2           |
| 1994 | Рикард Берг Менно Остинг                | Жан-Филипп Флёриан Якоб Хласек    | 6-3, 6-4           |